# Asplenium santamariae
Asplenium santamariae är en svartbräkenväxtart som beskrevs av H.Schaef., Rumsey och Rasbach. Asplenium santamariae ingår i släktet Asplenium och familjen Aspleniaceae. Inga underarter finns listade.